# (73416) 2002 LP34
(73416) 2002 LP34 – planetoida z pasa głównego asteroid okrążająca Słońce w ciągu 4,2 lat w średniej odległości 2,6 j.a. Odkryta 8 czerwca 2002 roku.